# Phyllagathis elattandra
Phyllagathis elattandra är en tvåhjärtbladig växtart som beskrevs av Friedrich Ludwig Diels. Phyllagathis elattandra ingår i släktet Phyllagathis och familjen Melastomataceae. Inga underarter finns listade i Catalogue of Life.